# ورسهم (ویرجینیا)
ورسهم (به انگلیسی: Worsham) یک منطقهٔ مسکونی در ایالات متحده آمریکا است که در شهرستان پرینس ادوارد، ویرجینیا واقع شده‌است.